# حديقة الغنائم العسكرية
حديقة الغنائم العسكرية (بالأذرية: Hərbi Qənimətlər Parkı) – هي حديقة في مدينة باكو لأذربيجان. يقع في بولفار باكو. كرس الحديقة لانتصار القوات المسلحة الأذربيجانية في حرب مرتفعات قرة باغ 2020.

## تاريخ الحديقة
يقع حديقة الغنائم العسكرية في بولفار باكو. كرس حديقة لانتصار القوات المسلحة الأذربيجانية في حرب مرتفعات قرة باغ 2020.
تم التعريض في الحديقة دبابات المصنع روسية وأجهزة بي إم-21 غراد ومدفعية ومعدات عسكرية أخرى ويُزعم أنها التابعة للقوات المسلحة الأرمينية.
وكما تعرض في قاعة الفيديو للحديقة «تغريدات النصر» لرئيس أذربيجان إلهام علييف ومقابلاته مع مقدمي العروض الإعلامية، وأجزاء تتألف من رسائل موجهة إلى الشعب من إلهام علييف.
كما يوجد بـ“حديقة الغنائم العسكرية” أيضا بقايا صواريخ “إسكندر-إم” الباليستية المدمرة التي قذفتها أرمينيا على مدينة “شوشا” بهدف القضاء على هذه المدينة التاريخية.
يقع في الحديقة مركز القتال والثكنة. وكما تعرض في حديقة الغنائم العسكرية معدات الرأس لمئات الجنود الأرمن الذين قتلوا في حرب مرتفعات قرة باغ 2020 ومزارع الشمع في للقوات المسلحة الأرمنية.